# Kristen Faulkner
Kristen Faulkner (Homer, 18 de diciembre de 1992) es una deportista estadounidense que compite en ciclismo en las modalidades de ruta y  y pista.
Participó en los Juegos Olímpicos de París 2024, obteniendo dos medallas de oro, en la prueba de ruta y en la prueba de pista de persecución por equipos (junto con Jennifer Valente, Lily Williams y Chloé Dygert).
En los Juegos Panamericanos de 2023 obtuvo una medalla de oro en la prueba de contrarreloj.

## Medallero internacional
| Juegos Olímpicos     | Juegos Olímpicos | Juegos Olímpicos | Juegos Olímpicos |
| Año                  | Lugar            | Medalla          | Competición      |
| -------------------- | ---------------- | ---------------- | ---------------- |
| 2024                 | París (Francia)  | Medalla de oro   | Ruta             |
| Juegos Panamericanos |                  |                  |                  |
| Año                  | Lugar            | Medalla          | Competición      |
| 2023                 | Santiago (Chile) | Medalla de oro   | Contrarreloj     |

| Juegos Olímpicos | Juegos Olímpicos | Juegos Olímpicos | Juegos Olímpicos        |
| Año              | Lugar            | Medalla          | Competición             |
| ---------------- | ---------------- | ---------------- | ----------------------- |
| 2024             | París (Francia)  | Medalla de oro   | Persecución por equipos |

## Palmarés
2020
- 1 etapa del Tour Cycliste Féminin International de l'Ardèche

2021
- 1 etapa del Ladies Tour of Norway

2022
- 1 etapa de la Vuelta a Suiza
- 2 etapas del Giro de Italia Femenino

2023
- Juegos Panamericanos Contrarreloj

2024
- Omloop van het Hageland
- 2 etapas del Trofeo Ponente in Rosa
- 1 etapa de la Vuelta a España Femenina
- 2.ª en el Campeonato de Estados Unidos Contrarreloj
- Campeonato de Estados Unidos en Ruta
- Juegos Olímpicos en Ruta

2025
- 2.ª en el Campeonato de Estados Unidos Contrarreloj
- Campeonato de Estados Unidos en Ruta